# Unione Sportiva Triestina 1945-1946
Questa voce raccoglie le informazioni riguardanti la Unione Sportiva Triestina nelle competizioni ufficiali della stagione 1945-1946.

## Stagione
Per la Divisione Nazionale 1945-1946 fu inclusa nel campionato Alta Italia. Il club chiuse all'8º posto.

## Rosa
| N. |                   | Ruolo | Calciatore       |
| -- | ----------------- | ----- | ---------------- |
|    | Italia (bandiera) | P     | Dante Piani      |
|    | Italia (bandiera) | P     | Guerrino Striuli |
|    | Italia (bandiera) | D     | Ivano Blason     |
|    | Italia (bandiera) | D     | Edi Gratton      |
|    | Italia (bandiera) | C     | Edoardo Bressan  |
|    | Italia (bandiera) | C     | Piero Pasinati   |
|    | Italia (bandiera) | C     | Manlio Presel    |
|    | Italia (bandiera) | C     | Giovanni Punteri |
|    | Italia (bandiera) | C     | Enrico Radio     |

| N. |                   | Ruolo | Calciatore        |
| -- | ----------------- | ----- | ----------------- |
|    | Italia (bandiera) | C     | Emilio Rancilio   |
|    | Italia (bandiera) | A     | Dino Antonini     |
|    | Italia (bandiera) | A     | Livio Brazzano    |
|    | Italia (bandiera) | A     | Francesco Cergoli |
|    | Italia (bandiera) | A     | Gino Colaussi     |
|    | Italia (bandiera) | A     | Mario Mlacher     |
|    | Italia (bandiera) | A     | Cesare Presca     |
|    | Italia (bandiera) | A     | Licio Rossetti    |
|    | Italia (bandiera) | A     | Federico Zanolla  |

## Statistiche

### Statistiche di squadra
| Competizione                      | Punti | Totale | Totale | Totale | Totale | Totale | Totale |
| Competizione                      | Punti | G      | V      | N      | P      | Gf     | Gs     |
| --------------------------------- | ----- | ------ | ------ | ------ | ------ | ------ | ------ |
| Divisione Nazionale - Alta Italia | 23    | 26     | 8      | 7      | 11     | 23     | 32     |
| Totale                            | 23    | 26     | 8      | 7      | 11     | 23     | 32     |